# نجد القرن (يريم)

تعديل مصدري - تعديل

نجد القرن محلة تابعة لقرية القدمة، التابعة لعزلة رعين بمديرية يريم إحدى مديريات محافظة إب في الجمهورية اليمنية.، بلغ تعداد سكانها 97 حسب تعداد اليمن لعام 2004.